# Ameromyia muralli
Ameromyia muralli is een insect uit de familie mierenleeuwen (Myrmeleontidae), die tot de orde netvleugeligen (Neuroptera) behoort. De soort komt voor in Brazilië.